# Кэри, Генри Фрэнсис
Генри Фрэнсис Кэри (англ. Henry Francis Cary; 6 декабря 1772, Гибралтар, — 14 августа 1844, Лондон) — английский писатель и переводчик.
Его перевод «Божественной комедии», выполненный белым стихом, считается одним из лучших. Также он написал ряд критико-биографических заметок о старофранцузских и английских поэтах, напечатанных анонимно в «London Magazine», и переводил произведения Аристофана и Пиндара.
Образование получил в Оксфордском университете. В 1796 году Кэри принял англиканское рукоположение и позже был помощником библиотекаря в Британском музее. Перевод «Ада» вышел в 1805-06, вся «Божественная комедия», под названием «Откровение» (англ. The Vision), или «Ад, Чистилище и Рай» в 1814 году.